# Błażejki
Błażejki [pronunciación en polaco: /bwaˈʐɛi̯ki/] es un pueblo en el distrito administrativo de Gmina Stoczek Łukowski, dentro del condado de Łuków, voivodato de Lublin, en el este de Polonia. Se encuentra a unos 5 kilómetros al este de Stoczek Łukowski, 25 kilómetros al oeste de Łuków, y 88 kilómetros al noroeste de la capital regional Lublin.